# لاسلو بيشا
لاسلو بيشا (بالمجرية: Pecha László)‏ هو لاعب كرة قدم مجري في مركز الوسط، ولد في 26 أكتوبر 1963 في Jászberény ‏ في المجر. لعب مع نادي فاساس.

## وصلات خارجية
- لاسلو بيشا على موقع دوري كوريا الجنوبية (الإنجليزية)
- لاسلو بيشا على موقع قاعدة بيانات كرة القدم.إي يو (الإنجليزية)